# Tetrix kunmingensis
Tetrix kunmingensis är en insektsart som beskrevs av Zheng, Z. och X. Ou 1993. Tetrix kunmingensis ingår i släktet Tetrix och familjen torngräshoppor. Inga underarter finns listade i Catalogue of Life.